# Добрачный секс
Добрачный секс — половой акт, совершённый людьми до вступления ими в законный брак. В большинстве стран распространён и является нормой. В исламских странах зачастую является преступлением. Большинство людей в мире вступают в сексуальные отношения до заключения брака, а в западных и развитых странах — подавляющее большинство.

## Историческая ретроспектива
В Средние века добрачные или внебрачные сексуальные отношения считались преступлением, называвшимся прелюбодеянием, и наказывались денежными штрафами или даже смертной казнью. Также и рождение ребёнка до вступления в брак считалось аморальным; в случае же вступления в брак беременной женщины свадьба проводилась быстро и без свадебных торжеств.
Тем не менее, современные исследования показывают достаточную распространённость добрачного секса даже в период господства религиозных норм. Так, статистический анализ регистрационных записей XVII века в Квебеке показывает, что около 12 % первенцев появились в течение 36 недель после свадьбы.
В культурах западной цивилизации у людей иногда может наблюдаться разве что «сексуальный комплекс Тристана и Изольды», при котором человек, вступивший в половой контакт до брака, испытывает одновременно чувство вины и удовольствия; со временем или по вступлении в брак чувство вины больше не проявляет себя, в результате чего наступает уменьшение полового влечения как следствие снижения связанного с ним эмоционального фона.

## Добрачный секс в мусульманских странах
Законы Шариата (Коран 24:2) предусматривают наказание в 100 ударов за добрачный секс.
На Ближнем Востоке, где действуют строгие законы шариата, добрачный секс запрещён и преследуется. В Саудовской Аравии за это могут возбудить уголовное дело. Во многих провинциях Йемена и Пакистана местные суды могут приговорить женщину к смертной казни, а мужчину — к ударам плетьми. Если женщина беременеет, то, как правило, для избежания конфликта быстро выходит замуж за партнёра.